# Третий закон Ньютона
Тре́тий зако́н Нью́тона или зако́н ра́венства де́йствия и противоде́йствия — закон физики, утверждающий, что сила, действующая со стороны одного тела на другое, с точностью до знака равна силе действия другого тела на первое и направлена вдоль прямой, соединяющей данные тела. Является одним из трёх основных законов в ньютоновской механике.

## Формулировка закона

Закон был впервые сформулирован И. Ньютоном в книге «Математические начала натуральной философии» (1687):

Действию всегда есть равное и противоположное противодействие, иначе, взаимодействия двух тел друг на друга между собою равны и направлены в противоположные стороны.

Более точно, под телами нужно понимать материальные точки; современная формулировка закона такова:

Силы взаимодействия двух материальных точек равны по величине, противоположно направлены, и действуют вдоль прямой, соединяющей эти материальные точки.

В виде формулы:
{\displaystyle {\vec {F}}_{12}=-{\vec {F}}_{21}},
где {\displaystyle {\vec {F}}_{12}} — сила, с которой первое тело действует на второе («действие»), а {\displaystyle {\vec {F}}_{21}} — сила, с которой второе тело действует на первое («противодействие»).
Действие и противодействие всегда имеют одинаковую природу: если, например, сила {\displaystyle {\vec {F}}_{12}} гравитационная, то {\displaystyle {\vec {F}}_{21}} тоже, если {\displaystyle {\vec {F}}_{12}} — сила трения, то {\displaystyle {\vec {F}}_{21}} тоже, и т. д.

## Примеры выполнения
- Кирпич, неподвижно лежащий на столе, давит на него с силой {\displaystyle P=mg}, направленной вниз (и называемой весом). Согласно третьему закону Ньютона, со стороны стола на кирпич действует сила той же величины, направленная вверх (она называется реакцией опоры).
- Яблоко падает на землю, поскольку Земля притягивает его с силой {\displaystyle F=mg}. При этом, с точно такой же по величине силой яблоко притягивает Землю. Однако, поскольку масса Земли чрезвычайно велика, её перемещение под действием этой силы пренебрежимо мало.
- При взаимодействии двух покоящихся точечных электрических зарядов сила Кулона, действующая со стороны первого заряда на второй, та же, что и со стороны второго на первый, с точностью до знака.

## Примеры нарушения
- Сила взаимодействия элементарных участков электрического тока {\displaystyle I_{1}d{\vec {l}}_{1}}, {\displaystyle I_{2}d{\vec {l}}_{2}} в контурах (где {\displaystyle I_{1}}, {\displaystyle I_{2}} - токи, {\displaystyle d{\vec {l}}_{1}}, {\displaystyle d{\vec {l}}_{2}} - малые векторные фрагменты контуров) не подчиняется третьему закону Ньютона при большинстве взаимных ориентаций фрагментов, то есть {\displaystyle d^{2}{\vec {F}}_{12}\neq -d^{2}{\vec {F}}_{21}}. На самом деле, подобные фрагменты не могут считаться «телами 1 и 2», поскольку не существуют в отрыве от контуров в целом. А вот для контуров третий закон Ньютона работает.
- Для магнитной составляющей силы Лоренца, например, в случае взаимодействия двух движущихся зарядов (каждый из которых создаёт магнитное поле), третий закон не выполняется[3]. Чтобы восстановить его справедливость, под «системой» следует понимать не два заряда, а два заряда плюс порождаемое ими электромагнитное поле.

## Парадокс лошади и телеги

Краткая формулировка закона в виде «действие равно противодействию» может вызывать недоразумения, например, такой парадокс:

Пусть лошадь запряжена в телегу, и тянет её с некоторой силой вперёд. Но согласно 3-му закону Ньютона, существует сила противодействия, равная ей по величине и направленная назад. Поскольку в сумме обе силы дают ноль, телега никогда не сможет сдвинуться с места.

Ошибка здесь в том, что силы действия и противодействия приложены к разным телам (в этом примере: к телеге и к лошади), поэтому их бессмысленно складывать.
Кроме этих сил, и на лошадь, и на телегу действует сила трения, которая, собственно, и приводит лошадь в движение (именно, сила трения копыт лошади об землю направлена вперёд и преодолевает силу противодействия телеги, в то время как сила тяги лошади преодолевает силу трения телеги об землю, направленную назад).

## Связь с законом сохранения импульса
Рассмотрим два тела, которые взаимодействуют только друг с другом (замкнутая система).
Тогда, согласно второму закону Ньютона, их ускорения {\displaystyle {\vec {a}}_{1}} и {\displaystyle {\vec {a}}_{2}} определяются из уравнений
{\displaystyle {\vec {F}}_{21}=m_{1}{\vec {a}}_{1},\quad {\vec {F}}_{12}=m_{2}{\vec {a}}_{2}.}
С учётом третьего закона Ньютона отсюда получается
{\displaystyle m_{1}{\vec {a}}_{1}+m_{2}{\vec {a}}_{2}=0,}
или же
{\displaystyle {\frac {d}{dt}}(m_{1}{\vec {v}}_{1}+m_{2}{\vec {v}}_{2})=0,}
{\displaystyle m_{1}{\vec {v}}_{1}+m_{2}{\vec {v}}_{2}={\text{const}},}
где {\displaystyle {\vec {v}}_{1}} и {\displaystyle {\vec {v}}_{2}} — скорости тел.
Величина {\displaystyle {\vec {p}}=m{\vec {v}}} называется импульсом тела, а последнее соотношение есть закон сохранения импульса. Дополнив 3-й закон Ньютона принципом независимости действия сил, можно вывести закон сохранения импульса для замкнутой системы, состоящей из произвольного числа тел. Хотя в рамках ньютоновской механики закон сохранения импульса является следствием законов Ньютона, опыт показывает, что это один из наиболее общих законов физики, который выполняется даже тогда, когда сама ньютоновская механика неприменима.
Как 3-й закон Ньютона, так и более общий закон сохранения импульса являются следствиями фундаментальной симметрии природы — однородности пространства. Однородность пространства означает, что все его точки равноправны, то есть, закон движения замкнутой системы не изменится, если систему переместить в пространстве как целое.
Связь 3-го закона Ньютона с однородностью пространства хорошо видна в рамках лагранжева формализма. Если пространство однородно, то потенциальная энергия может зависеть только от разностей координат тел: {\displaystyle U=U({\vec {r}}_{1}-{\vec {r}}_{2})}, поэтому
{\displaystyle {\vec {F}}_{21}=-{\frac {dU}{d{\vec {r}}_{1}}}=-\nabla U({\vec {r}}_{1}-{\vec {r}}_{2}),}
{\displaystyle {\vec {F}}_{12}=-{\frac {dU}{d{\vec {r}}_{2}}}=\nabla U({\vec {r}}_{1}-{\vec {r}}_{2}),}
откуда следует {\displaystyle {\vec {F}}_{21}=-{\vec {F}}_{12}}; здесь символ {\displaystyle \nabla } обозначает взятие градиента функции {\displaystyle U}.

## Пределы применимости
Третий закон Ньютона, как и вообще вся ньютоновская механика, связан с идеей действия на расстоянии, согласно которой сила, действующая со стороны одного тела на другое в некоторый момент времени, определяется их положением в тот же момент времени. Другими словами, это означает бесконечную скорость передачи взаимодействий. Согласно современным представлениям, взаимодействия передаются посредством полей, и, как следует из опыта, имеют конечную скорость, не превышающую скорости света. Поэтому при движении со скоростями, близкими к скорости света, особенно когда расстояния между телами велики, третий закон Ньютона неприменим. Однако закон сохранения импульса по-прежнему выполняется, если, кроме импульсов тел, учесть также импульс поля (например электромагнитного, гравитационного), посредством которого они взаимодействуют.
Пример: на тело, поглощающее свет, действует сила давления света. Но никакой «силы противодействия» здесь нет, как нет и никакого тела, к которому она была бы приложена. С точки зрения закона сохранения импульса, давление света возникает потому, что импульс электромагнитного поля передаётся телу.